# ویلدون
ویلدون (به آلمانی: Wildon) یک منطقهٔ مسکونی در اتریش است که در لیبنیتس واقع شده‌است. ویلدون ۷٫۲۴ کیلومتر مربع مساحت دارد ۳۱۴ متر بالاتر از سطح دریا واقع شده‌است.